# Bulair, Varna
Bulair (în bulgară Булаир) este un sat în comuna Dolni Ciflik, regiunea Varna,  Bulgaria. 

## Demografie
Componența etnică a satului Bulair
     Bulgari (2,81%)
     Turci (97,18%)
     Nicio identificare (0%)
     Altele (0%)
La recensământul din 2011, populația satului Bulair era de 142 locuitori. Din punct de vedere etnic, majoritatea locuitorilor (97,18%) erau turci, cu o minoritate de bulgari (2,81%). Pentru 0% din locuitori nu este cunoscută apartenența etnică.